# Fremtiden (forening)
 For alternative betydninger, se Fremtid. (Se også artikler, som begynder med Fremtid)
Fremtiden er en forsørgelsesforening for mænd og kvinder stiftet 11. marts 1865 efter forslag af direktør Thorvald Julius Hellmann, hvis hovedbeskæftigelse er litteratur, undervisning, kunst og polyteknik. Hovedsagen er alderdomsforsørgelse og enkepension, men ved siden heraf gives også lån, husleje- og begravelseshjælp. 
Det er grundtanken, at åndens arbejdere ved "Produktet af deres vante Virksomhed" skulle kunne erhverve sig en opsparet kapital. Dette har medført, al foreningen hvert år siden sin stiftelse har foranstaltet en bortlodning af kunstsager, bøger og musikværker, som den selv har forlagt, ligesom den har ladet afholde forelæsninger og foredrag, karnevaler og udstillinger. Af disse sidste fortjener at erindres: Udstillingen af ældre dansk kunst på Charlottenborg 1867, en stor kunst- og industriudstilling 1879 og udstillingen Fra 48 1893, de to sidste i forbindelse med Industriforeningen i København og i dens lokaler. Foruden en række nytårsgaver (1866—88) har foreningen af betydeligere værker udgivet en illustreret rejsehåndbog Danmark (1870), der har oplevet flere oplag, Billeder af danske Kunstnere til Digte af ældre og nyere Forfattere (I—II. 1884—95), Danske Folkeviser med Tegninger af danske Kunstnere (1887—97) samt Gamle københavnske Huse og Gaarde (1894—97). Ved udgangen af 1865 ejede foreningen allerede ca. 11.000 rigsdaler, og dens formue er senere stadig vokset. Ved udgangen af 1918 havde den 278 ordentlige medlemmer (hvoraf 130 pensionsnydende) med en opsparet kapital af ca. 550.000 kr., hvoraf reservefond ca. 63.000 kr.; desuden ejede foreningen et legat på 100.000 Kr. Så længe Julius Hellmann levede, virkede han med utrættelig energi som foreningens stadige formand. Efter hans død (1881) gik formandsposten over til etatsråd Heinrich Hansen (død 1890), og den beklædtes derefter af direktør i Bikuben V. Berg. 1890 udgaves et lille skrift Foreningen Fremtidens første 25 Aar.